# Nombre primaire
En mathématiques, plus précisément en arithmétique, un nombre primaire, également appelé puissance première, est une puissance à exposant entier positif non nul d'un nombre premier.

## Exemples
Par exemple : 5=51, 9=32 et 16=24 sont des nombres primaires, alors que 6=2×3, 15=3×5 et 36=62=22×32 n'en sont pas. Les vingt plus petits nombres primaires sont :
1, 2, 3, 4, 5, 7, 8, 9, 11, 13, 16, 17, 19, 23, 25, 27, 29, 31, 32, 37.
Les puissances premières sont tous les nombres entiers positifs qui ne sont divisibles que par un seul nombre premier.